# Clinopodium dentatum
Clinopodium dentatum är en kransblommig växtart som först beskrevs av Alvin Wentworth Chapman, och fick sitt nu gällande namn av Carl Ernst Otto Kuntze. Clinopodium dentatum ingår i släktet bergmyntor, och familjen kransblommiga växter. Inga underarter finns listade i Catalogue of Life.